# Rusmithia gorochovi
Rusmithia gorochovi (лат.) — ископаемый вид прямокрылых насекомых рода †Rusmithia из семейства прыгунчики (Batrachideinae, Tetrigidae, Tetrigoidea, Orthoptera). Эоцен: Балтийский янтарь (около 38 млн лет, Калининградская область, Россия). Специфический эпитет дан в честь палеоэнтомолога Андрея Горохова (Andrei V. Gorochov) за его вклад в изучение Orthoptera. Название рода является патронимическим и дано в честь Ру Смита (Ru Smith), который предоставил типовой экземпляр для изучения.

## Описание
Длина переднеспинки 17 мм; длина заднего бедра 9 мм; ширина заднего бедра 2 мм; длина тегмена 6 мм. Антенна с 20 сегментами (или больше, некоторые сочленения между антенномерами неясны). Тегменула чрезвычайно длинная (для представителей Tetrigidae), достигает середины длины заднего бедра. Передние и средние бёдра тонкие, прямоугольные в сечении. Передние голени с мелкими зубцами дистально. Задние бёдра длинные и узкие с маленькими зубцами. Яйцеклад короткий, зубчатый; обе вальвы яйцеклада выпуклые посередине (дорсальная вальва шире вентральной, но одинаковой длины).